# Racing Club de Avellaneda 1931
Questa voce raccoglie le informazioni riguardanti il Racing Club nelle competizioni ufficiali della stagione 1931.

## Maglie e sponsor
| Manica sinistra · Manica sinistra · Maglietta · Maglietta · Manica destra · Manica destra · Pantaloncini · Calzettoni |

## Rosa
| N. |                      | Ruolo | Calciatore            |
| -- | -------------------- | ----- | --------------------- |
|    | Argentina (bandiera) | P     | Juan Botasso          |
|    | Argentina (bandiera) | P     | Juan Giordano         |
|    | Argentina (bandiera) | D     | José Della Torre      |
|    | Argentina (bandiera) | D     | Fernando Paternoster  |
|    | Argentina (bandiera) | D     | Arturo Scarcella      |
|    | Argentina (bandiera) | C     | Antonio De Mare       |
|    | Argentina (bandiera) | C     | Carmelo De Vita       |
|    | Uruguay (bandiera)   | C     | Juan Carlos Corazzo   |
|    | Paraguay (bandiera)  | C     | Manuel Fleitas Solich |
|    | Argentina (bandiera) | C     | Francisco Garrafa     |
|    | Argentina (bandiera) | C     | Juan Gil              |
|    | Argentina (bandiera) | C     | José María González   |
|    | Argentina (bandiera) | C     | José B. Pérez         |
|    | Argentina (bandiera) | C     | Pedro Pompei          |
|    | Argentina (bandiera) | C     | Miguel Prestipino     |
|    | Argentina (bandiera) | C     | Félix Zurdo           |
|    | Argentina (bandiera) | A     | Juan Bongiovanni      |

| N. |                      | Ruolo | Calciatore             |
| -- | -------------------- | ----- | ---------------------- |
|    | Argentina (bandiera) | A     | Roberto Bugueyro       |
|    | Argentina (bandiera) | A     | Ciriaco Caratti        |
|    | Argentina (bandiera) | A     | Vicente Del Giúdice    |
|    | Argentina (bandiera) | A     | Alfredo De Vincenzi    |
|    | Argentina (bandiera) | A     | Alberto Fassora        |
|    | Argentina (bandiera) | A     | Ángel García           |
|    | Argentina (bandiera) | A     | Benjamín Grossi        |
|    | Argentina (bandiera) | A     | Mario Lenders          |
|    | Argentina (bandiera) | A     | Francisco Maidana      |
|    | Argentina (bandiera) | A     | Benjamín Marsiglia     |
|    | Argentina (bandiera) | A     | Roberto Mellone        |
|    | Argentina (bandiera) | A     | Pedro Ochoa            |
|    | Argentina (bandiera) | A     | Natalio Perinetti      |
|    | Argentina (bandiera) | A     | Lorenzo Racioppi       |
|    | Argentina (bandiera) | A     | Alfredo Juan Rodríguez |
|    | Argentina (bandiera) | A     | José Tabar             |

## Statistiche

### Statistiche di squadra
| Competizione | Punti | Totale | Totale | Totale | Totale | Totale | Totale |
| Competizione | Punti | G      | V      | N      | P      | Gf     | Gs     |
| ------------ | ----- | ------ | ------ | ------ | ------ | ------ | ------ |
| Campionato   | 43    | 34     | 19     | 5      | 10     | 81     | 51     |
| Totale       | 43    | 34     | 19     | 5      | 10     | 81     | 51     |